# Petit-Noir
Petit-Noir és un municipi francès situat al departament del Jura i a la regió de Borgonya - Franc Comtat. L'any 2007 tenia 1.159 habitants.

## Demografia

### Població
El 2007 la població de fet de Petit-Noir era de 1.159 persones. Hi havia 452 famílies de les quals 116 eren unipersonals (60 homes vivint sols i 56 dones vivint soles), 168 parelles sense fills, 140 parelles amb fills i 28 famílies monoparentals amb fills.
La població ha evolucionat segons el següent gràfic:
Habitants censats

### Habitatges
El 2007 hi havia 518 habitatges, 455 eren l'habitatge principal de la família, 33 eren segones residències i 30 estaven desocupats. 488 eren cases i 26 eren apartaments. Dels 455 habitatges principals, 378 estaven ocupats pels seus propietaris, 73 estaven llogats i ocupats pels llogaters i 4 estaven cedits a títol gratuït; 3 tenien una cambra, 14 en tenien dues, 65 en tenien tres, 150 en tenien quatre i 223 en tenien cinc o més. 372 habitatges disposaven pel capbaix d'una plaça de pàrquing. A 208 habitatges hi havia un automòbil i a 207 n'hi havia dos o més.

### Piràmide de població
La piràmide de població per edats i sexe el 2009 era:
| Homes | Edats   | Dones |
| ----- | ------- | ----- |
| 0     | 95 o +  | 0     |
| 0     | 90 a 94 | 0     |
| 8     | 85 a 89 | 8     |
| 4     | 80 a 84 | 20    |
| 16    | 75 a 79 | 32    |
| 28    | 70 a 74 | 12    |
| 32    | 65 a 69 | 24    |
| 36    | 60 a 64 | 36    |
| 24    | 55 a 59 | 16    |
| 24    | 50 a 54 | 24    |
| 36    | 45 a 49 | 36    |
| 48    | 40 a 44 | 32    |
| 28    | 35 a 39 | 32    |
| 40    | 30 a 34 | 44    |
| 28    | 25 a 29 | 28    |
| 12    | 20 a 24 | 12    |
| 28    | 15 a 19 | 44    |
| 36    | 10 a 14 | 20    |
| 28    | 5 a 9   | 28    |
| 8     | 0 a 4   | 20    |

## Economia
El 2007 la població en edat de treballar era de 714 persones, 448 eren actives i 266 eren inactives. De les 448 persones actives 416 estaven ocupades (256 homes i 160 dones) i 32 estaven aturades (7 homes i 25 dones). De les 266 persones inactives 85 estaven jubilades, 56 estaven estudiant i 125 estaven classificades com a «altres inactius».

### Ingressos
El 2009 a Petit-Noir hi havia 452 unitats fiscals que integraven 1.114,5 persones, la mediana anual d'ingressos fiscals per persona era de 15.755 €.

### Activitats econòmiques
Dels 43 establiments que hi havia el 2007, 1 era d'una empresa alimentària, 2 d'empreses de fabricació d'altres productes industrials, 6 d'empreses de construcció, 11 d'empreses de comerç i reparació d'automòbils, 2 d'empreses de transport, 3 d'empreses d'hostatgeria i restauració, 1 d'una empresa financera, 2 d'empreses immobiliàries, 4 d'empreses de serveis, 3 d'entitats de l'administració pública i 8 d'empreses classificades com a «altres activitats de serveis».
Dels 12 establiments de servei als particulars que hi havia el 2009, 1 era una oficina de correu, 1 taller de reparació d'automòbils i de material agrícola, 3 paletes, 1 guixaire pintor, 1 fusteria, 2 lampisteries, 1 perruqueria i 2 restaurants.
Dels 3 establiments comercials que hi havia el 2009, 1 era una botiga de més de 120 m², 1 una botiga de menys de 120 m² i 1 una fleca.
L'any 2000 a Petit-Noir hi havia 23 explotacions agrícoles que ocupaven un total de 770 hectàrees.

## Equipaments sanitaris i escolars
L'únic equipament sanitari que hi havia el 2009 era una farmàcia.
El 2009 hi havia una escola elemental.

## Poblacions més properes
El següent diagrama mostra les poblacions més properes.